# タウンモールリスポ
タウンモールリスポは、福島県いわき市小名浜で営業していたショッピングセンター。

## 概要
いわき市小名浜の中心市街地に立地する、50店舗以上の専門店とスーパーによる地域密着型のショッピングセンターである。RESPOの由来は「RESPONSE」と「RESPONSIBLE」の略で、「共感や信頼」を表している。
リスポの前身である『小名浜名店街』は1969年（昭和44年）にオープン。既に1967年（昭和42年）開業の『小名浜ショッピングセンター』が名店街の東隣に立地していて、同規模のショッピングセンターが隣同士で並び、なおかつ両者とも地元商店街の面々が中心となって設立されたという珍しい形態をしていたため当時は全国から注目を集めた。1997年（平成9年）には小名浜ショッピングセンターが閉店。小名浜名店街がリニューアルして『タウンモールリスポ』が誕生した。小名浜ショッピングセンター跡地は、300台収容可能なタウンモールリスポの新第一駐車場となっている。
建物の老朽化に加え、同じ小名浜に2018年（平成30年）6月に「イオンモールいわき小名浜」開業の影響を受け、2018年（平成30年）1月15日に閉店。跡地は更地化された後、先ずは第一駐車場跡地にヨークベニマルが出店した。次いで店舗跡地にクスリのアオキと複数のテナントが出店している。
なお、ヨークベニマルの店名は当施設から1kmしか離れていない場所にある「ヨークベニマル小名浜店」と区別するため、「リスポ」の名称を店名に入れて残すこととなった。

## 沿革
- 1969年（昭和44年）11月23日 - 小名浜名店街として開業。
- 1997年（平成9年）9月5日 - リニューアルしてタウンモールリスポとなる。
- 2018年（平成30年）
  - 1月15日 -  老朽化のため閉店。
  - 7月27日 - 第一駐車場跡地に「ヨークベニマル小名浜リスポ店」が開店[1]。
- 2019年（令和元年）5月8日 - 店舗跡地に「クスリのアオキ小名浜リスポ店」が開店[2]。

## 交通
- JR泉駅より車で約10分。

## 周辺
周辺はいわき市小名浜の中心部であり、第二駐車場が中心商店街である小名浜本町通りに面している。
- 七十七銀行小名浜支店
- 東邦銀行小名浜支店
- 常陽銀行小名浜支店
- いわき信用組合本店
- 業務スーパー小名浜店
- 横町公園
- 本町保育所
- 小名浜武道館
- イオンモールいわき小名浜